# رودولفو أوخيدا
رودولفو أوخيدا (بالإسبانية: Rodolfo Ojeda)‏ هو لاعب كرة قدم ومدرب كرة قدم بيروفي في مركز الوسط، ولد في 28 سبتمبر 1982 في Chancay District, Huaral ‏ في بيرو. لعب مع سبورت بويز وسيينسيانو ونادي أياكوتشو ونادي سبورتينغ كريستال.

## وصلات خارجية
- رودولفو أوخيدا على موقع قاعدة بيانات كرة القدم.إي يو (الإنجليزية)